# Taekwondo nos Jogos Olímpicos de Verão de 2020 - Até 67 kg feminino
A categoria até 67 kg feminino do taekwondo nos Jogos Olímpicos de Verão de 2020 ocorreu em 26 de julho de 2021 no Makuhari Messe, em Tóquio. Um total de 16 taekwondistas, cada uma representando um Comitê Olímpico Nacional (CON), participaram do evento.

## Qualificação
Um total de 16 vagas foram atribuídas para a categoria até 67 kg feminino, cada um representando um CON, conforme abaixo:
- 6 pelo Ranking Olímpico da WTF de dezembro de 2019;
- 2 pelo torneio qualificatório africano;
- 1 pelo torneio qualificatório da Oceania;
- 2 pelo torneio qualificatório pan-americano;
- 2 pelo torneio qualificatório europeu;
- 2 pelo torneio qualificatório asiático;
- 1 por convite da Comissão Tripartite.

## Formato
A chave principal consistiu de um torneio em formato de eliminatória, até à final em que se discutiu a medalha de ouro. As oito primeiras cabeças de chave foram distribuídas para não se enfrentarem nas fases iniciais. As restantes qualificadas foram distribuídos aleatoriamente.
Foram atribuídas duas medalhas de bronze, com recurso a uma repescagem para encontrar as terceiras colocadas do pódio. Todas as competidoras que perderam para uma das finalistas competiu na repescagem, igualmente em formato de eliminatória. As vencidas das semifinais enfrentaram as duas melhores da repescagem na disputa pelo bronze.

## Calendário
Horário local (UTC+9)
| Data                | Horário | Fase                |
| ------------------- | ------- | ------------------- |
| 26 de julho de 2021 | 9:00    | Oitavas de final    |
| 26 de julho de 2021 | 15:00   | Quartas de final    |
| 26 de julho de 2021 | 17:00   | Semifinal           |
| 26 de julho de 2021 | 20:00   | Repescagem          |
| 26 de julho de 2021 | 21:00   | Disputa pelo bronze |
| 26 de julho de 2021 | 22:00   | Final               |

## Medalhistas
| Ouro   | CRO Matea Jelić                  |
| Prata  | GBR Lauren Williams              |
| Bronze | CIV Ruth Gbagbi EGY Hedaya Wahba |

## Resultados
A competição foi realizada em um único dia (26 de julho) até a definição das medalhistas:

### Chaveamento
|  | Oitavas de final          | Oitavas de final          | Oitavas de final |  |  | Quartas de final    | Quartas de final    | Quartas de final    |    |                     | Semifinais          | Semifinais      | Semifinais |  |  | Final | Final | Final |
|  |                           |                           |                  |  |  |                     |                     |                     |    |                     |                     |                 |            |  |  |       |       |       |
|  | 13NGR Elizabeth Anyanacho | 13NGR Elizabeth Anyanacho | 7                |  |  |                     |                     |                     |    |                     |                     |                 |            |  |  |       |       |       |
|  | 4TUR Nur Tatar            | 4TUR Nur Tatar            | 12               |  |  | TUR Nur Tatar       | TUR Nur Tatar       | 1                   |    |                     |                     |                 |            |  |  |       |       |       |
|  | 5USA Paige McPherson      | 5USA Paige McPherson      | 8                |  |  | USA Paige McPherson | USA Paige McPherson | 3                   |    |                     |                     |                 |            |  |  |       |       |       |
|  | 12AZE Farida Azizova      | 12AZE Farida Azizova      | 5                |  |  |                     |                     |                     |    | USA Paige McPherson | USA Paige McPherson | 4               |            |  |  |       |       |       |
|  | 9BRA Milena Titoneli      | 9BRA Milena Titoneli      | 9SUP             |  |  |                     | CRO Matea Jelić     | CRO Matea Jelić     | 15 |                     |                     |                 |            |  |  |       |       |       |
|  | 8JOR Julyana Al-Sadeq     | 8JOR Julyana Al-Sadeq     | 9                |  |  | BRA Milena Titoneli | BRA Milena Titoneli | 9                   |    |                     |                     |                 |            |  |  |       |       |       |
|  | 1CRO Matea Jelić          | 1CRO Matea Jelić          | 22               |  |  | CRO Matea Jelić     | CRO Matea Jelić     | 30                  |    |                     |                     |                 |            |  |  |       |       |       |
|  | 16HAI Lauren Lee          | 16HAI Lauren Lee          | 2                |  |  |                     |                     |                     |    |                     | CRO Matea Jelić     | CRO Matea Jelić | 25         |  |  |       |       |       |
|  | 15COD Naomie Katoka       | 15COD Naomie Katoka       | DSQ              |  |  |                     | GBR Lauren Williams | GBR Lauren Williams | 22 |                     |                     |                 |            |  |  |       |       |       |
|  | 2CIV Ruth Gbagbi          | 2CIV Ruth Gbagbi          |                  |  |  | CIV Ruth Gbagbi     | CIV Ruth Gbagbi     | 21                  |    |                     |                     |                 |            |  |  |       |       |       |
|  | 7CHN Zhang Mengyu         | 7CHN Zhang Mengyu         | 12               |  |  | CHN Zhang Mengyu    | CHN Zhang Mengyu    | 9                   |    |                     |                     |                 |            |  |  |       |       |       |
|  | 10UZB Nigora Tursunkulova | 10UZB Nigora Tursunkulova | 9                |  |  |                     |                     |                     |    | CIV Ruth Gbagbi     | CIV Ruth Gbagbi     | 18              |            |  |  |       |       |       |
|  | 11EGY Hedaya Wahba        | 11EGY Hedaya Wahba        | 11               |  |  |                     | GBR Lauren Williams | GBR Lauren Williams | 24 |                     |                     |                 |            |  |  |       |       |       |
|  | 6FRA Magda Wiet-Hénin     | 6FRA Magda Wiet-Hénin     | 10               |  |  | EGY Hedaya Wahba    | EGY Hedaya Wahba    | 12                  |    |                     |                     |                 |            |  |  |       |       |       |
|  | 3GBR Lauren Williams      | 3GBR Lauren Williams      |                  |  |  | GBR Lauren Williams | GBR Lauren Williams | 13                  |    |                     |                     |                 |            |  |  |       |       |       |
|  | 14TGA Malia Paseka        | 14TGA Malia Paseka        | RSC              |  |  |                     |                     |                     |    |                     |                     |                 |            |  |  |       |       |       |

### Repescagem
|  | Repescagem          | Repescagem |                     |   | Disputa pelo bronze | Disputa pelo bronze |
|  |                     |            |                     |   |                     |                     |
|  |                     |            |                     |   |                     |                     |
|  |                     |            |                     |   |                     |                     |
|  |                     |            |                     |   |                     |                     |
|  |                     |            |                     |   |                     |                     |
|  |                     |            |                     |   |                     |                     |
|  | CIV Ruth Gbagbi     | 12         |                     |   |                     |                     |
|  | CIV Ruth Gbagbi     | 12         |                     |   |                     |                     |
|  |                     |            | BRA Milena Titoneli | 8 |                     |                     |
|  | HAI Lauren Lee      | 5          | BRA Milena Titoneli | 8 |                     |                     |
|  | HAI Lauren Lee      | 5          |                     |   |                     |                     |
|  | BRA Milena Titoneli | 26         |                     |   |                     |                     |
|  | BRA Milena Titoneli | 26         |                     |   |                     |                     |

|  | Repescagem          | Repescagem |                  |    | Disputa pelo bronze | Disputa pelo bronze |
|  |                     |            |                  |    |                     |                     |
|  |                     |            |                  |    |                     |                     |
|  |                     |            |                  |    |                     |                     |
|  |                     |            |                  |    |                     |                     |
|  |                     |            |                  |    |                     |                     |
|  |                     |            |                  |    |                     |                     |
|  | USA Paige McPherson | 6          |                  |    |                     |                     |
|  | USA Paige McPherson | 6          |                  |    |                     |                     |
|  |                     |            | EGY Hedaya Wahba | 17 |                     |                     |
|  | TGA Malia Paseka    | 0          | EGY Hedaya Wahba | 17 |                     |                     |
|  | TGA Malia Paseka    | 0          |                  |    |                     |                     |
|  | EGY Hedaya Wahba    | 19         |                  |    |                     |                     |
|  | EGY Hedaya Wahba    | 19         |                  |    |                     |                     |